# سازمان اروپایی مؤسسات عالی حسابرسی (یوروسای)
سازمان اروپایی موسسات عالی حسابرسی موسوم به یوروسای (انگلیسی: EUROSAI - European Organization of Supreme Audit Institutions) یکی از هفت سازمان منطقه‌ای اینتوسای می‌باشد.
در حال حاضر سازمان اروپایی موسسات عالی دارای ۵۰ عضو است، شامل ۴۹ موسسات حسابرسی عالی کشورها و دادگاه حسابرسی اروپا.
| سازمان اروپایی موسسات عالی حسابرسی- یوروسای | سازمان اروپایی موسسات عالی حسابرسی- یوروسای                        | سازمان اروپایی موسسات عالی حسابرسی- یوروسای                        | سازمان اروپایی موسسات عالی حسابرسی- یوروسای                        | سازمان اروپایی موسسات عالی حسابرسی- یوروسای                        | سازمان اروپایی موسسات عالی حسابرسی- یوروسای                        | سازمان اروپایی موسسات عالی حسابرسی- یوروسای                        |
| ------------------------------------------- | ------------------------------------------------------------------ | ------------------------------------------------------------------ | ------------------------------------------------------------------ | ------------------------------------------------------------------ | ------------------------------------------------------------------ | ------------------------------------------------------------------ |
| مخفف                                        | EUROSAI                                                            | EUROSAI                                                            | EUROSAI                                                            | EUROSAI                                                            | EUROSAI                                                            | EUROSAI                                                            |
| تاسیس                                       | ۱۹۹۰                                                               | ۱۹۹۰                                                               | ۱۹۹۰                                                               | ۱۹۹۰                                                               | ۱۹۹۰                                                               | ۱۹۹۰                                                               |
| دبیرخانه و مقر دائمی                        | مادرید، اسپانیا                                                    | مادرید، اسپانیا                                                    | مادرید، اسپانیا                                                    | مادرید، اسپانیا                                                    | مادرید، اسپانیا                                                    | مادرید، اسپانیا                                                    |
| وبگاه                                       | http://www.eurosai.org                                             | http://www.eurosai.org                                             | http://www.eurosai.org                                             | http://www.eurosai.org                                             | http://www.eurosai.org                                             | http://www.eurosai.org                                             |
| کشورهای عضو                                 | آلبانی                                                             | بلژیک                                                              | دانمارک                                                            | گرجستان                                                            | ایرلند                                                             | لیختن اشتاین                                                       |
| کشورهای عضو                                 | آندورا                                                             | بوسنی                                                              | استونی                                                             | آلمان                                                              | اسرائیل                                                            | مالت                                                               |
| کشورهای عضو                                 | ارمنستان                                                           | بلغارستان                                                          | دادگاه اروپایی حسابرسان                                            | یونان                                                              | قزاقستان                                                           | مولداوی                                                            |
| کشورهای عضو                                 | اتریش                                                              | کرواسی                                                             | فنلاند                                                             | مجارستان                                                           | لتونی                                                              | موناکو                                                             |
| کشورهای عضو                                 | جمهوری آذربایجان                                                   | جمهوری چک                                                          | فرانسه                                                             | ایسلند                                                             | لیتوانی                                                            | مونته‌نگرو                                                          |
| کشورهای عضو                                 | ترکیه                                                              | اکراین                                                             | اسلواکی                                                            | اسلونی                                                             | اسپانیا                                                            | سوئیس                                                              |
| کشورهای عضو                                 | نروژ                                                               | لهستان                                                             | پرتغال                                                             | رومانی                                                             | صربستان                                                            | هلند                                                               |
| دبیرکل                                      | خانم ماریا خوزه د لا فوئنته ی د لا کال، رئیس دیوان محاسبات اسپانیا | خانم ماریا خوزه د لا فوئنته ی د لا کال، رئیس دیوان محاسبات اسپانیا | خانم ماریا خوزه د لا فوئنته ی د لا کال، رئیس دیوان محاسبات اسپانیا | خانم ماریا خوزه د لا فوئنته ی د لا کال، رئیس دیوان محاسبات اسپانیا | خانم ماریا خوزه د لا فوئنته ی د لا کال، رئیس دیوان محاسبات اسپانیا | خانم ماریا خوزه د لا فوئنته ی د لا کال، رئیس دیوان محاسبات اسپانیا |
| رئیس هیئت مدیره                             | آقای سید احمد باش، رئیس دیوان محاسبات ترکیه                        | آقای سید احمد باش، رئیس دیوان محاسبات ترکیه                        | آقای سید احمد باش، رئیس دیوان محاسبات ترکیه                        | آقای سید احمد باش، رئیس دیوان محاسبات ترکیه                        | آقای سید احمد باش، رئیس دیوان محاسبات ترکیه                        | آقای سید احمد باش، رئیس دیوان محاسبات ترکیه                        |

## تاریخچه[۳]
ایده تشکیل سازمان اروپایی موسسات عالی حسابرسی بر پایه اینتوسای به سال ۱۹۵۳ بر می‌گردد. اولین قدم‌های مؤثر در راستای ایجاد یوروسای در سال ۱۹۷۴ و در خلال برگزاری کنگره هشتم اینتوسای که در مادرید برگزار شد، برداشته شد.
بین سال‌های ۱۹۷۵ و ۱۹۸۹، موسسات عالی حسابرسی ایتالیا و اسپانیا، با توجه به تشکیل کمیته تماس سران موسسات عالی حسابرسی از کشورهای عضو اتحادیه اروپا، راه را برای آماده کردن پیش نویس مقررات مربوط به سازمان یوروسای باز نمودند.
در ژوئن ۱۹۸۹ در خلال برگزاری سیزدهمین کنگره اینتوسای در برلین، کشورها «بیانیه برلین» را تصویب کردند، این بیانیه توافق برای ایجاد سازمان اروپایی موسسات عالی را نیز درمی‌گرفت.
در نوامبر ۱۹۹۰، کنگره یوروسای در مادرید، پایتخت کشور اسپانیا برگزار شد. در این گردهمایی اقدامات زیر صورت پذیرفت:
- انتخاب اولین رئیس و هیئت مدیره سازمان،
- تصویب اساسنامه یوروسای،
- تشکیل ستاد و دبیرخانه این سازمان در کشور اسپانیا.

همچنین در سال ۲۰۱۵، بیست و پنجمین سالگرد تأسیس سازمان اروپایی موسسات عالی حسابرسی در مادرید جشن گرفته شد.
در ژوئن ۲۰۱۵ و در حین برگزاری کنگره یوروسای در کشور اکوادور، یک فیلم و نمایشگاه عکس از یوروسای تهیه شده بود که مهم‌ترین لحظات تاریخ این سازمان را در معرض نمایش قرار می‌داد.

## اهداف یوروسای[۴]
مهم‌ترین اهداف یوروسای بدین شرح است:
- ارتقاء همکاری حرفه ای در میان کشورهای عضو،
- تشویق تبادل اطلاعات و اسناد؛
- پیشبرد مطالعه حسابرسی در بخش عمومی؛
- تلاش برای در دستورالعمل قرار دادن موضوع در بین استادان و دانشگاه؛ و
- تلاش در جهت هماهنگی حداکثری در اصطلاحاتی که در زمینه حسابرسی صورت می‌پذیرد.

## زبان‌های سازمان[۵]
پنج زبان رسمی بدین شرح در یوروسای وجود دارد:
- انگلیسی،
- فرانسوی،
- آلمانی،
- روسی،
- و اسپانیایی.

زبان‌های رسمی سازمان یوروسای به گونه ای است که پراکندگی جغرافیایی تمامی اعضا و زبان‌هایشان را در نظر بگیرد.

## ساختار تشکیلاتی سازمان یوروسای
یوروسای دارای سه قسمت در ساختار مربوط به خود است:
1. کنگره
2. هیئت مدیره
3. دبیرخانه

### کنگره:[۶]
بر اساس اساسنامه سازمان، کنگره مهمترین رکن سازمان و متشکل از تمامی اعضا است، جلسات آن نیز هر سه سال یکبار تشکیل می‌شود. تا کنون، کنگره‌های زیر برگزار شده‌است:
- ۱۹۹۰: مادرید، اسپانیا (کنفرانس تأسیس)
- ۱۹۹۳: استکهلم، سوئد
- ۱۹۹۶: پراگ، جمهوری چک
- ۱۹۹۹: پاریس، فرانسه
- ۲۰۰۲: مسکو، روسیه
- ۲۰۰۵: بن، آلمان
- ۲۰۰۸: ورشو، لهستان
- ۲۰۱۱: لیسبون، پرتغال
- ۲۰۱۴: لاهه، هلند
- ۲۰۱۷: استانبول، ترکیه

### هیئت مدیره
بر اساس اساسنامه سازمان، هیئت مدیره یوروسای از هشت عضو تشکیل شده‌است: شامل چهار عضو ثابت که سران برگزار کننده جلسات مجمع و برگزار کننده بعدی مجمع و چهار عضو نیز توسط اعضای مجمع عمومی برای مدت شش سال انتخاب می‌شوند.

### دبیرخانه
دبیرخانه و مقر دائمی این سازمان در مادرید اسپانیا قرار دارد.

## طرح استراتژیک[۱]
در کنفرانس هشتم یوروسای در لیسبون، اعضا برنامه استراتژیک یوروسای بین سالهای ۲۰۱۱ تا ۲۰۱۷ را به تصویب رساندند. این طرح بعنوان اولین برنامه استراتژیک، مأموریت، دیدگاه‌ها و اصول سازمان را اینگونه تعریف می‌کند:

### مأموریت
یوروسای سازمان موسسات عالی حسابرسی در قاره اروپا است. اعضای آن به منظور تقویت حسابرسی بخش عمومی در منطقه بایکدیگر کار و تعامل می‌کنند و از این طریق به تحقق اهداف اینتوسای کمک می‌کنند.

### چشم‌انداز
یوروسای تحقق اهداف مربوط به حکمرانی خوب که توسط بانک جهانی تعریف شد را دنبال می‌کند، اهدافی از قبیل، پاسخگویی، شفافیت و صداقت است.

### ارزش‌ها
استقلال، وحدت، اعتبار، همکاری، نوآوری، پایداری، احترام به محیط زیست و…

### تحقق این موارد بر اساس چهار هدف استراتژیک است که نیازها و اولویت‌های عضویت سازمان را نشان می‌دهد

#### هدف اول
ظرفیت سازی: ایجاد ظرفیت در موسسات حسابرسی، به معنی توسعه مهارت‌ها، دانش، ساختارها و روش‌های کار است که یک سازمان را موثرتر می‌کند و براساس نقاط قوت ضعف‌های موجود طراحی می‌شود. یوروسای متعهد به تسهیل توسعه صلاحیت‌های قوی، مستقل و حرفه ای است.

#### هدف دوم
استانداردهای حرفه ای: با هدف حرفه ای انجام شدن وظایف مربوط به موسسات حسابرسی کشورها بر اساس چارچوب جدیدی از استانداردهای بین‌المللی. اینتوسایدر حال توسعهٔ مجموعه ای از چنین استانداردهایی است. یوروسای نیز دسترسی اعضا به چنین استاندارهایی را تسهیل می‌کند.

#### هدف سوم
اشتراک گذاری و تبادل دانش و تجربیات: یوروسای قصد دارد با هدف تقویت حسابرسی در بخش عمومی، پاسخگویی، حکمرانی خوب و شفافیت در بین اعضا، اشتراک دانش، اطلاعات و تجربیات بین اعضای آن و شرکای خارجی را ترویج دهد.

#### هدف چهارم
حکومت داری و ارتباطات: برای انجام مأموریت مؤثر و افزایش ظرفیت‌ها یوروسای برنامه مدیریتی زیادی را دربردارد.

## رئیس هیئت مدیره یوروسای[۷]
ریاست یوروسای و هیئت مدیرهٔ آن اکنون بر عهدهٔ رئیس دیوان محاسبات ترکیه یعنی آقای سید احمد باش است.
رئیس سازمان اروپایی حسابرسی عالی از کشوری انتخاب می‌شود که آخرین کنگرهٔ یوروسای را برگزار کرده‌است.

## دبیرکل یوروسای[۸]
دبیرکل، رئیس مؤسسه حسابرسی عالی اسپانیا است که دفتر مرکزی دبیرخانه نیز در آن کشور قرار دارد،
اکنون این سمت بر عهدهٔ خانم ماریا خوزه د لا فوئنته ی د لا کال، است.